# El retorno del Rey (película de 1980)
The Return of the King (También conocida como El señor de los anillos: El retorno del Rey), es una adaptación musical animada de la novela del escritor británico J. R. R. Tolkien, y fue lanzada por Rankin/Bass como un especial de televisión en 1980. La película fue creada por el mismo equipo que había trabajado en la versión animada de 1977 de la película El hobbit. Ha sido lanzada en VHS y en DVD.

## Producción
En lugar de retomar desde donde se quedó la adaptación animada de El Señor de los Anillos de Ralph Bakshi en 1978, Rankin/Bass presentó El retorno del Rey como una secuela de su película El hobbit de 1977, dando a la audiencia una recapitulación ultra-corta de los eventos de La Comunidad del Anillo y Las dos torres, mientras que dejaron fuera algunos detalles importantes.
El estilo visual de El retorno del Rey es en gran parte compartido con El hobbit de 1977, incluyendo, por ejemplo, la representación de la batalla como un enjambre de puntos negros pululando sin rumbo y rápidamente cubiertos por enormes nubes de polvo. Sin embargo, a falta de una secuela oficial de El Señor de los Anillos, El retorno del Rey ha llegado a ser comercializada como la parte final de la trilogía animada de Tolkien (con El hobbit como parte uno y El Señor de los Anillos de Bakshi como parte dos) incluso a pesar de que las dos películas no se unían de manera perfecta ya que ambas omitían varios fragmentos de Las dos torres (particularmente la guarida de Ella-Laraña). Otras omisiones en la versión de Rankin/Bass incluyen a los personajes de Gimli, Legolas y Saruman. Aragorn aparece pero tiene muy poco diálogo y tiempo en pantalla. La presencia de Sauron como un ojo animado fue de alguna manera similar a su aparición de las películas de Peter Jackson aunque limitada por la animación de los años 1980.
Orson Bean volvió como la voz de un Bilbo Bolsón más viejo, así como la del héroe de la historia, Frodo Bolsón. John Huston también regresó, como el mago Gandalf, y coprotagonizada por: William Conrad como Denethor, Roddy McDowall como Samsagaz Gamyi, Theodore Bikel como el propio Rey Aragorn y, repitiendo en su papel de Gollum, Brother Theodore. El incondicional de Rankin/Bass Paul Frees reemplazó a Cyril Ritchard como la voz de Elrond; Casey Kasem, más conocido por su papel como Shaggy en Scooby-Doo de Hanna-Barbera, fue Merry, con Sonny Melendrez como Pippin; Nellie Bellflower como Éowyn; y Glenn Yarbrough volvió como vocalista principal, contratado aquí simplemente como «el trovador de Gondor».
La película animada El retorno del Rey está disponible en DVD de Warner Bros., tanto individualmente como en una trilogía junto a El hobbit de Rankin/Bass y El Señor de los Anillos de Bakshi.